# Elektra Natchios
Elektra Natchios is een fictieve superschurk en antiheld uit de comics van Marvel Comics. Ze werd bedacht door Frank Miller, en verscheen voor het eerst in Daredevil #168 (januari 1981).
Elektra is een ninja en een huurmoordenaar, die vooral vecht met twee sai als haar standaardwapens. Ze is de geliefde van de superheld Daredevil, maar haar brute werkwijze en levensstijl dreven de twee uit elkaar. Ze is een van Frank Millers meest geliefde creaties.

## Biografie

### Familie en jonge jaren
Elektra werd geboren op een vreemd Grieks eiland in de Egeïsche Zee, als de dochter van Hugo Kostas Natchios en diens vrouw Christina Natchios.
Er bestaan twee tegenstrijdige verhalen over de geschiedenis van haar familie. In Elektra: Root of Evil #1-4 (maart - juni, 1995), werd verteld dat haar vader diplomaat was. Hij en zijn vrouw groeiden echter uit elkaar. Toen Christina in verwachting was van Elektra, was Hugo er zelfs van overtuigd dat hij niet de vader was van dit kind. Hij maakte zijn zoon Orestez wijs dat zijn moeder hun familie te schande had gemaakt. Orestez huurde daarom in het geheim een paar huurmoordenaars in die Christine neerschoten. Geschrokken van het feit dat zijn vader ook bijna omkwam hierdoor, rende Orestez weg van huis. Daardoor werd Hugo Elektra’s enige familie. Toen een test in het ziekenhuis bewees dat Hugo wel degelijk Elektra’s vader was, voedde Hugo Elektra op. Op haar negende werd Elektra het doelwit van een groep ontvoerders, maar werd gered door haar broer die in zijn jaren van afwezigheid training in vechtsporten had ondergaan. Hij overtuigde zijn vader om Elektra ook zelfverdediginglessen te laten nemen. Hugo huurde een persoonlijke sensei voor haar in, die Elektra de kunst van vechten leerde.
Een heel ander verhaal werd verteld in Elektra (Vol. 1) #18 (mei 1998). Dit verhaal werd verteld aan Wolverine door een zekere "Stavros". Stavros had Hugo en Christina ontmoet gedurende de Tweede Wereldoorlog tijdens de bezetting van Griekenland door nazi-Duitsland. Stavros was leider van een kleine verzetsbeweging. Hugo was leider van een grotere overkoepelende beweging, waar Christina ook lid van was. Ze trouwde met Hugo na de oorlog. Christina kwam om tijdens de Griekse Burgeroorlog toen de doctorkliniek waar ze verbleef werd aangevallen. Hugo was op dat moment in Athene voor “overheidszaken” en Stavros lette op Christina. Net voor Christina’s dood werd Elektra geboren.
Naast deze twee versies over de dood van Elektra’s moeder is er ook onenigheid over Elektra’s relatie met haar vader. Zo zijn er verhalen die suggereren dat Elektra vroeger door haar vader is misbruikt, terwijl andere juist vermelden dat dit valse herinneringen zijn.

### Ontmoeting met Daredevil
Hugo Natchios werd uiteindelijk als Griekse ambassadeur naar de Verenigde Staten gestuurd. Elektra belandde hier op de Columbia-universiteit en ontmoette daar Matt Murdock, die al snel haar vriend werd. Een jaar later werden Elektra en haar vader ontvoerd door terroristen. Matt ondernam een reddingsactie. Tijdens het gevecht gooide Elektra een van haar ontvoerders uit het raam. De politie buiten nam echter aan dat de terroristen hun gijzelaars naar buiten wierpen, en opende het vuur. Hierbij kwam Elektra’s vader om.
Door haar vaders dood stopte Elektra met haar studie en richtte zich weer op de vechtkunst. Stick, een lid van de organisatie The Chaste, probeerde haar zelf te trainen, maar Elektra koos uiteindelijk partij voor de Hand. Hier werd ze opgeleid tot een huurmoordenaar. Jaren later verliet ze de Hand en ging voor zichzelf werken. Ze ontmoette Matt weer, die inmiddels de superheld Daredevil was geworden. Ze ontdekte al snel zijn dubbele identiteit. Hoewel de twee vaak samenwerkten, kwamen ze ook geregeld in conflict met elkaar.

### Huurmoordenaar
Elektra werd al snel de hoofd huurmoordenaar van New Yorks primaire criminele meesterbrein, de Kingpin, die haar de opdracht gaf Matt Mordocks partner Franklin "Foggy" Nelson te doden. Elektra weigerde dit echter. Ze werd gedood door Bullseye in een gevecht om te bepalen wie Kingpins hoofdhuurmoordenaar mocht worden. Later (in Daredevil #190), stalen leden van de Hand haar lichaam in de hoop haar weer tot leven te brengen. Daredevil, met de hulp van Stone, kwam tussenbeide en Stone nam Elektra mee.
Jaren later stuurde Stick haar om Wolverine te helpen die op dat moment mentaal en fysiek was veranderd in een beest. Ze wist hem weer bij zinnen te brengen en naar zijn normale vorm te laten terugkeren. Elektra werkte een tijdje aan de kant van de helden bij de organisatie S.H.I.E.L.D..

### Daredevil en de Kingpin
Recentelijk dook Elektra weer op om Daredevil te helpen met zijn strijd tegen Kingpin, die in ruil voor zijn vrijlating de FBI bewijzen gaf dat Daredevil en Matt Murdock een en dezelfde zijn. Het werd onthuld dat toen Elektra nog voor Kingpin werkte, zij al die informatie voor hem had verzameld. Juist om die reden wilde ze Matt nu helpen. Daarnaast onthulde Black Widow dat Elektra nu leider was van de Hand. Toen Daredevil werd neergeschoten, liet Elektra hem genezen door de Hand. Daarna verdwenen zij en de Hand na een kort gevecht met de FBI en Luke Cage.

## Ultimate Marvel
In het Ultimate Marvel-universum is Elektra Natchios een student aan de Columbia-universiteit, die aanleg heeft voor vechtsporten en een grote fan is van Bruce Lee. Haar moeder overleed aan borstkanker toen Elektra zes was.
In het begin is Elektra een aardige en onschuldige tiener. Ze geeft zeer veel om degenen die haar dierbaar zijn. Zoveel zelfs, dat ze over lijken gaat om ze te beschermen. Dit maakt dat ze een van de dodelijkste huurmoordenaars wordt.

## Soloseries
Elektra heeft een aantal eigen stripseries gekregen:
- Elektra Saga (1983) #1-4
- Elektra: Assassin (1986) #1-8
- Elektra Lives Again (1990) #1
- Elektra: Root of Evil (1995) #1-4
- Elektra Megazine (1996) #1-2
- Elektra (1996 series) #1-19
- Elektra (2001 series) #1-35 (Marvel Knights)
- Wolverine & Elektra: The Redeemer (2002) #1-3
- Ultimate Daredevil and Elektra (2002) #1-4
- Elektra: Glimpse & Echo (2002) #1-4
- Elektra: The Hand (2004) #1-5
- Ultimate Elektra (2004) #1-5

## Elektra in andere media

### Marvel Cinematic Universe
Sinds 2016 verschijnt Elektra Natchios in het Marvel Cinematic Universe, waarin ze gespeeld wordt door Élodie Yung. Ze verschijnt in de volgende series:
- Daredevil (2016) (Netflix)
- The Defenders (2017) (Netflix)

In de derde Deadpool film Deadpool & Wolverine uit 2024 verschijnt de Elektra variant uit Daredevil (2003) en Elektra (2005) in de Void van het Marvel Cinematic Universe, wederom gespeeld door Jennifer Garner.

### Films
Elektra komt voor in de volgende twee films:
- In de film Daredevil uit 2003 wordt Elektra gespeeld door Jennifer Garner. Hierin is ze Daredevils vriendin.
- In de film Elektra uit 2005, een spin-off van Daredevil, wordt onthuld dat Elektra na haar dood werd meegenomen door een oude man genaamd Stick. Elektra wordt wederom gespeeld door Jennifer Garner.

### Videospellen
- Elektra verscheen als bespeelbaar personage in EA's Marvel Nemesis: Rise of the Imperfects, samen met andere bekende Marvel-personages.
- Elektra is ook een bespeelbaar personage in het Role Playing Game Marvel: Ultimate Alliance.